# Patersberg (Berg)
Der Patersberg oder (historisch) Poderzagel ist ein 528 m hoher Berg bei Veitlahm, Gemeinde Mainleus, im Landkreis Kulmbach.
Der „Poderzagel“ wurde im Landbuch A der Herrschaft Plassenburg 1398 das erste Mal erwähnt als burggräflicher Wald im Amt Kulmbach, der mit den von Waldenfels abzugrenzen ist. Im Landbuch B 1531 der Herrschaft Plassenburg steht: „die Sunterung (markgräflicher Wald) hinter dem Baderzagel“. Am Nordhang des Patersberges unterhalb des Turmes befindet sich ein Grenzstein mit dem Wappen der Herren von Künßberg auf Schloss Wernstein.
Er ist nach dem Neudorfer Lindlein (544 m) die zweithöchste Erhebung des alten Landkreises Kulmbach.

## Etymologie
Im Mittelhochdeutschen bedeutet das Wort zagel eigentlich den Haarbüschel am Schweif bzw. Schwanz von Tieren. Wahrscheinlich wurde der Berg wegen der langgestreckten Form so genannt. Betrachtet man die Höhenlinien des Patersberges, so erkennt man die Form eines langgestreckten, buschigen Schwanzes. Zagel ist außerdem ein Fachbegriff aus der Eisenverarbeitung und bezeichnet ein Stück Eisen, das in einer Eisenhütte bearbeitet wird.
Das Wort Poder oder Bader ist mehrdeutig. Im Altgermanischen bedeutet pader Pfad oder Wasser. Hier trifft eher die Bedeutung Pfad zu.

## Geologie
Der Patersberg gehört geologisch zum Dogger (Braunjura). Im Volksmund heißt das Gestein auch Eisensandstein.
In der Gegend wurde früher Eisen abgebaut und gewonnen, man findet dort noch viele Sandsteine mit Eisenerzgängen. Am Osthang des Patersberges in Richtung Höfstätten gibt es einen Vulkanschlot mit Nephelinbasalt. In einer Kluft stieg im Tertiär vor 60 Millionen Jahren flüssige Lava hoch und blieb im Opalinuston stecken. Spuren der vulkanischen Tätigkeit sind noch zu erkennen.

## Basaltsteinbruch am Patersberg
Bis vor hundert Jahren wurde der Basalt abgebaut und zum Straßen- und Wegebau verwendet.
Der Steinbruch ist vom Bayerischen Landesamt für Umwelt als Geotop 477A001 ausgewiesen. Siehe hierzu auch die Liste der Geotope im Landkreis Kulmbach.

## Aussichtsturm
Der Aussichtsturm „Schau dich um“  wurde auf Initiative des Naturforschers Johann Peter Apollonius Weltrich 1837/1838 errichtet. Weltrich war königlicher Rentamtmann in Kulmbach. Er entdeckte in den Rhäto-Lias-Übergangsschichten bei Veitlahm  Pflanzenversteinerungen, die nach ihm benannt wurden, so die weltrichia mirabilis, von der ein Typusexemplar an der Universität von Uppsala/Schweden aufbewahrt wird. Dieses Exemplar ist den Baumfarnen zuzuordnen und wird auch Wunderblume genannt. Am 4. Oktober 1838 wurde der Turm eingeweiht. Johann Apollonius Weltrich dankte in seiner Ansprache allen Spendern und den Veitlahmer Bürgern für die Hand- und Spanndienste bei der Errichtung des Bauwerkes. Er beendete seine Ansprache mit den Worten: „Seid fröhlich und schaut euch um auf dem Patersberge“. Am Turm ist eine Tafel angebracht mit der Aufschrift „Aus Liebe zum Schöpfer in Eintracht geworden 1837/38“.
Die große Aussichtsplattform auf dem Hauptgebäude erreicht man über eine Wendeltreppe im angebauten Treppenturm, der oben mit einer zweiten, kleineren Plattform versehen ist.

## Geschichte
- 1443 und 1455: Zehentlehen am „Paderzagel“ markgräfliches Lehen derer von Plassenburg. 1530: Wald am „Baderzagel“ um zu Danndorf abzugrenzen
- 1531: Ein Burggraf Johann schenkte dem Augustinerkloster Kulmbach den „Poderczagel“
- 1567 stand im Urbar von Kindsberg: „Wald am Paderszagel 36 Äcker Reißholz der von Kindsberg zum Rittergut Wernstein“
- 1738: Wiese der „Badersberg“ zum Rittergut Danndorf der Freiherren von Künßberg. Unterhalb des Turmes findet man Grenzsteine mit dem markgräflichen Wappen (Hohenzollernschild) und dem Wappen der Künßberg (Spitzberg)

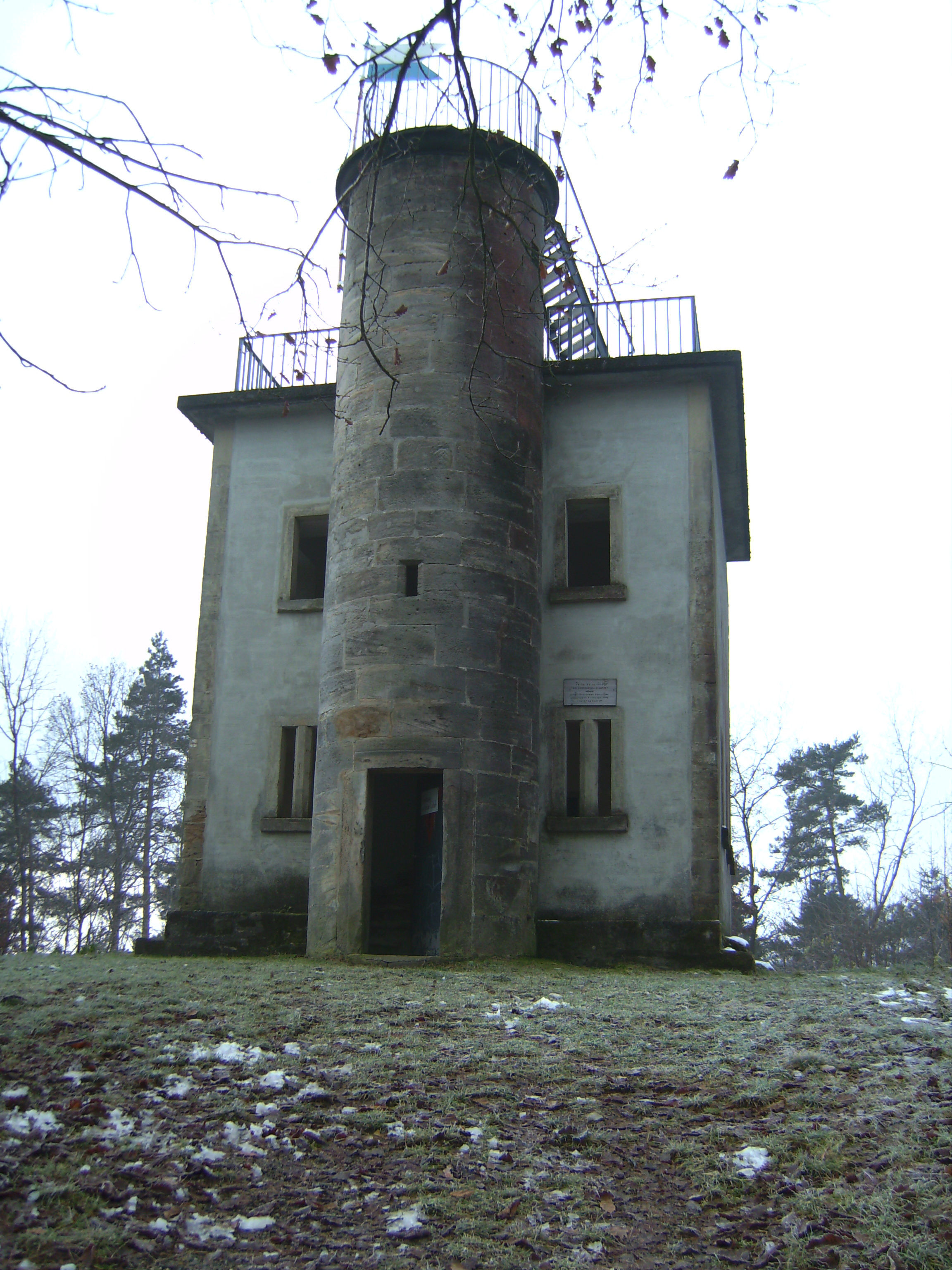
Patersbergturm
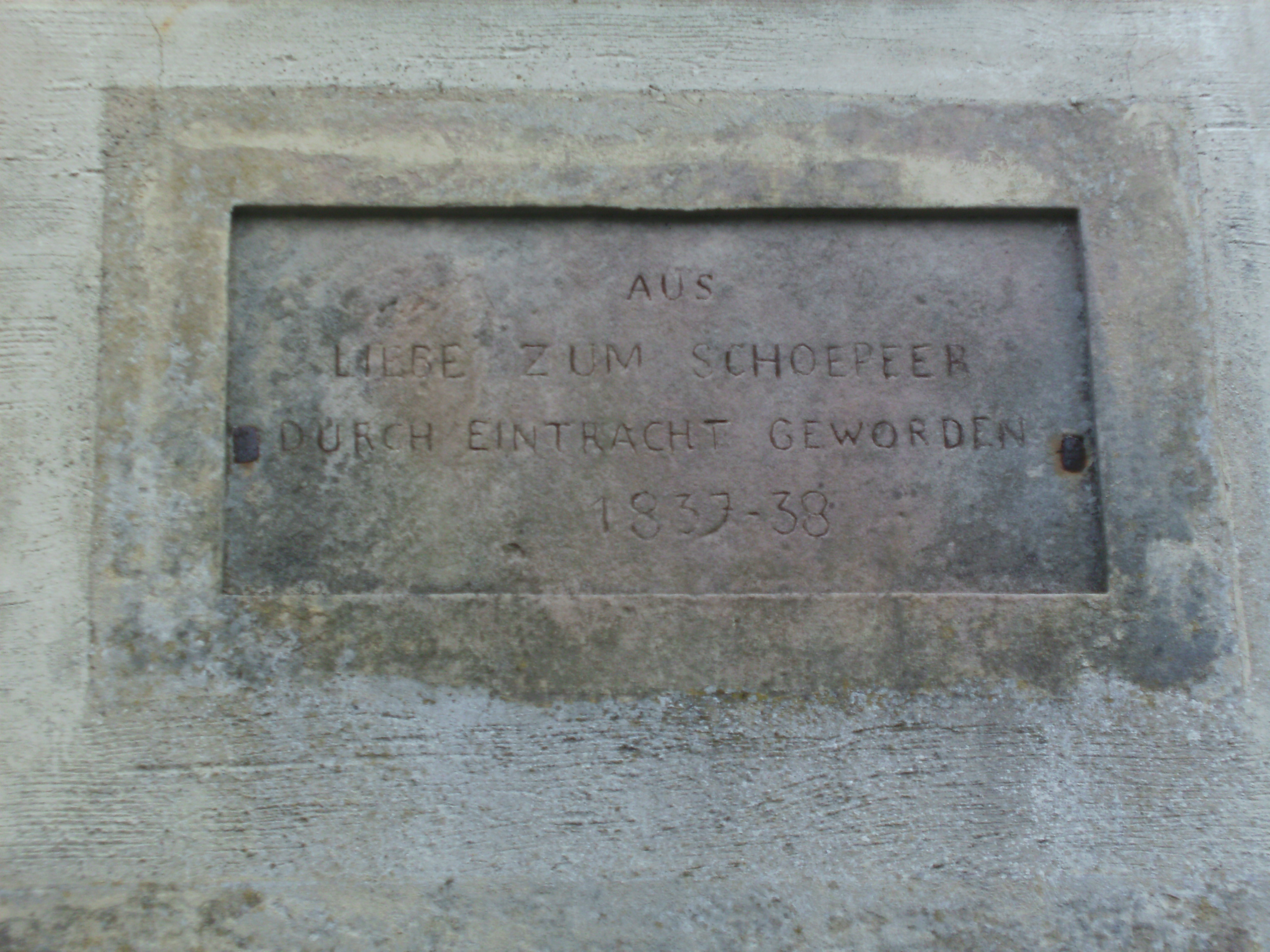
Tafel mit Inschrift
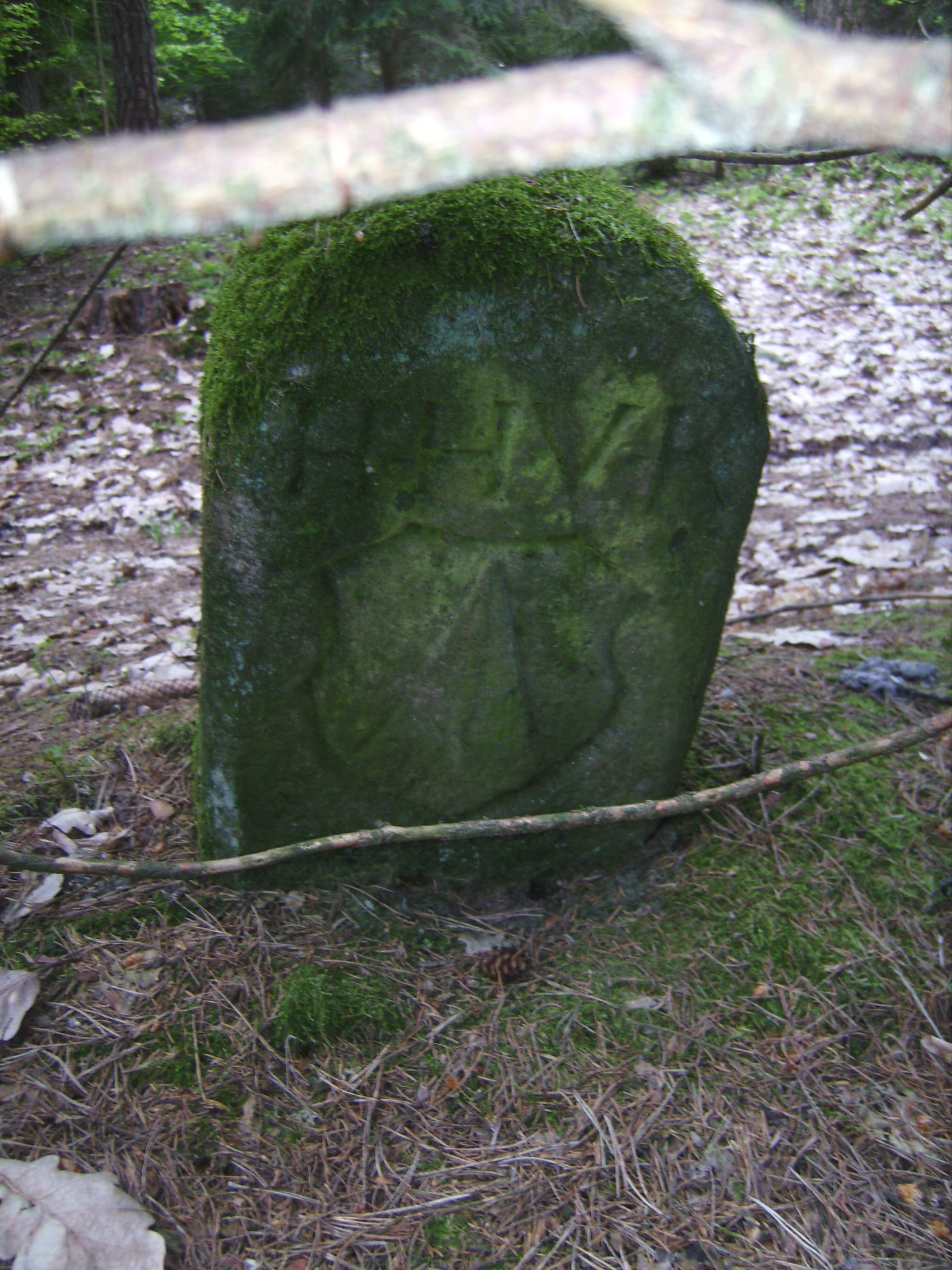
Wappenstein von Künßberg